# Изменник по вкуса ни
„Изменник по вкуса ни“ (на английски: Our Kind of Traitor) е британски филм от 2016 година, трилър на режисьорката Сюзана Уайт по сценарий на Хосейн Амини, базиран на едноименния роман от 2010 година на Джон льо Каре.
Сюжетът е развит около срещата на британска двойка, прекарваща ваканцията си в Мароко, която се запознава с руски мафиот и е въвлечена от него в конфликта между мафията и британските тайни служби. Главните роли се изпълняват от Юън Макгрегър, Наоми Харис, Стелан Скарсгорд, Деймиън Люис.